# Nicolae Drăganu

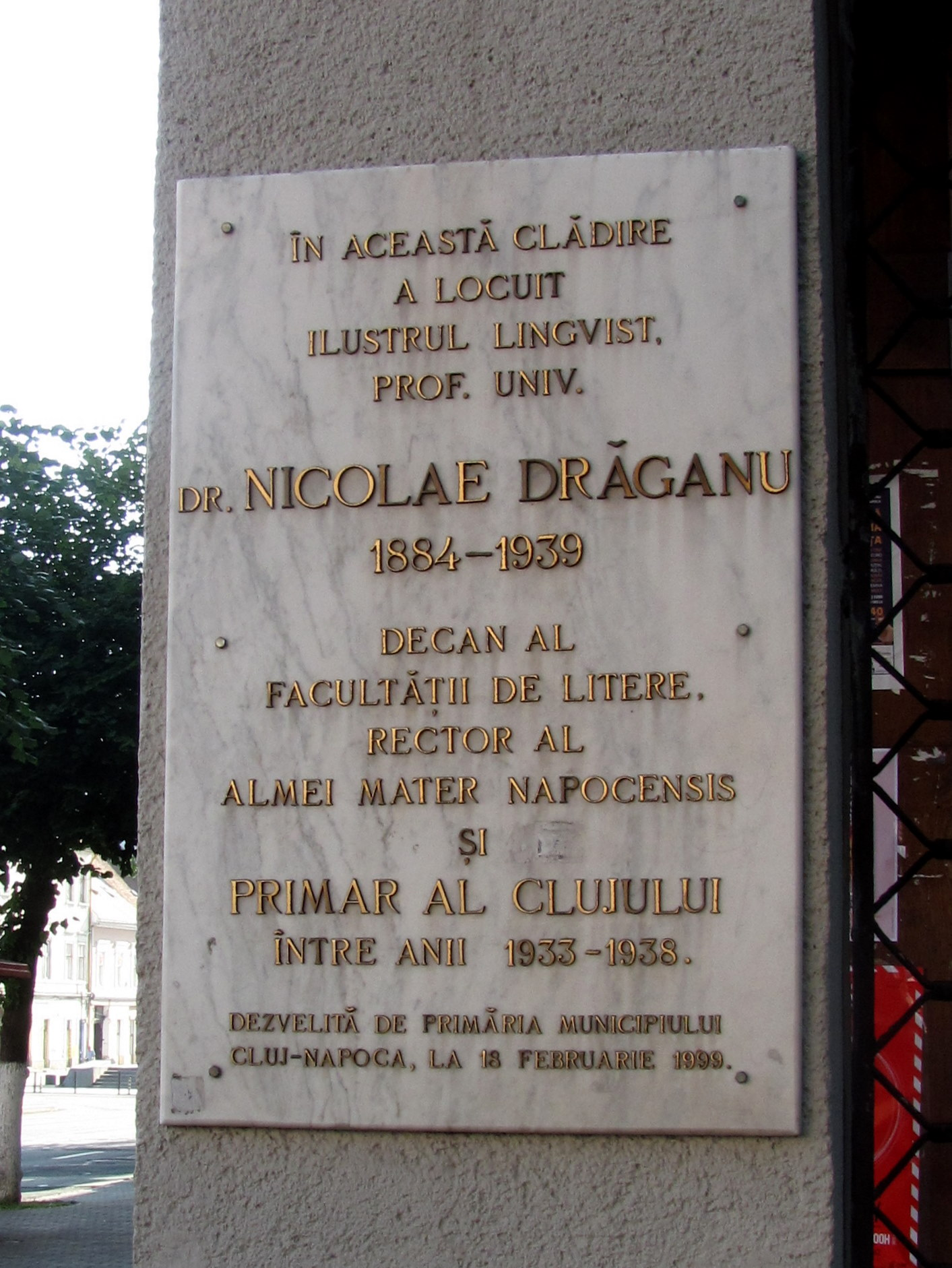
Emléktáblája Kolozsváron, az Egyetem utcában

Nicolae Drăganu, magyar forrásokban időnként Draganu Miklós (Zágra, 1884. február 18. – Kolozsvár, 1939. december 18.) román filológus, nyelvész irodalomtörténész, a Román Akadémia tagja, 1933. június 18. – 1938. január 1. között Kolozsvár polgármestere.

## Élete
Tanulmányait szülőfalujában kezdte, majd a naszódi alapítványi gimnáziumban (ma George Coșbuc Főgimnázium) folytatta. A Naszód-vidéki ösztöndíjalap jóvoltából az Eötvös József Collegiumba került, és 1902–1906 között az Eötvös Loránd Tudományegyetem bölcsészettudományi karán klasszika-filológiát és román nyelvet tanult. 1906-ban szerzett doktori fokozatot A román szóösszetétel című dolgozatával.
Tanulmányai befejezése után a naszódi alapítványi gimnáziumban görög, latin és román nyelvet tanított. 1917-től a Kolozsvári Magyar Királyi Ferenc József Tudományegyetem tanára lett. A gimnázium képviselőjeként részt vett az 1918. december 1-jei gyulafehérvári román nagygyűlésen. A román hatalomátvételt követően tagja volt a Kolozsvári I. Ferdinánd Király Tudományegyetemet megszervező bizottságnak, és 1919. május 12-én az román kormányzótanács megbízásából részt vett a magyar egyetem átvételében. Az átvételt követően ideiglenes rektori megbízatást kapott.
Az 1919–1920-as tanévtől kezdve az egyetem bölcsészkarán régi román irodalmat tanított. 1923–1924-ben a bölcsészkar dékánja, 1924-1925-ben dékánhelyettese, 1931–1932-ben az egyetem rektora, 1919–1920-ban illetve 1932–1939 között rektorhelyettese volt. 1923-ban a Román Akadémia levelező tagjává, 1939-ben rendes tagjává választották.
1933. június 18. – 1938. január 1. között Kolozsvár polgármestere volt. Az ő hivatali idején bővítették a vágóhidat, bővítették a közvilágítási hálózatot; ekkor épült az Egyetemiek Háza, a villamosművek székháza és a Sora áruház.
Kolozsváron utcát neveztek el róla; 1999-ben emléktáblát állítottak tiszteletére az Egyetem utcában. Sírja a Házsongárdi temetőben található.

## Munkássága
Nyelvészeti, elsősorban helységnév-történeti és névtörténeti kutatásaival arra törekedett, hogy – a korabeli magyar történetírás által hangoztatott bevándorlás-elmélettel szemben – bebizonyítsa a román nép folyamatos jelenlétét Erdély területén a 9. és 14. századok között. Ezen túlmenően, Sextil Pușcariu nyomán dunántúli személy- és helynevek (például Pula, Zala, Bóly, Rába, Rábca) román eredetét is igyekezett bebizonyítani.
Munkásságában jelentős részt képvisel a régi román nyelvű szövegek kommentárokkal ellátott kiadása. A szöveggondozás, a művelődéstörténet és nyelvészeti kutatások eredőjeként írt egy tanulmányt a 16–18. századi erdélyi román irodalomról, amelyet a nyugati szellemi áramlatok kontextusában mutatott be. Közreműködője volt a Dicționarul Limbii Române szótárnak, amelyhez a tájnyelvi és régies szavak etimológiájával járult hozzá. 
Cikkei a nagyszebeni Transilvania, a budapesti Luceafărul, a besztercei Revista ilustrată és Revista Bistriței, valamint a naszódi Arhiva Someșană folyóiratokban jelentek meg.
Tagja volt az Erdélyi Múzeum-Egyesületnek, valamint az ASTRA egyesületnek, amelyen belül az irodalmi osztály titkáraként tevékenykedett.

### Művei
- Istoria şcoalelor năsăudene (1913)
- Două manuscripte vechi; Codicele Todorescu şi Codicele Marţian (1914)
- Un fragment din cel mai vechi Molitvenic românesc (1922)
- Toponimie şi istorie (1928)
- Românii în veacurile IX-XIV pe baza toponimiei şi onomasticii (1933)
- Histoire de la littérature roumaine de Transylvanie des origines á la fin du XVIII-e siècle (1938); 2003-as kiadása Archiválva 2021. október 17-i dátummal a Wayback Machine-ben
- Istoria sintaxei (1945)
- Din vechea noastră toponimie (1945)
- Elemente de sintaxă ale limbii române (1945)

## Kitüntetései
- 1920: Román Korona-rend(wd)[8]
- 1931: I. Ferdinánd-rend(wd)[8]
- 1936: Románia Csillaga érdemrend[8]
- 1937: Cseh Köztársaság Fehér Oroszlán-rendje[8]
- 1937: Lengyelország Érdemkeresztje(wd)[8]